# Municipio de Goodland (Minnesota)
El municipio de Goodland (en inglés: Goodland Township) es un municipio ubicado en el condado de Itasca en el estado estadounidense de Minnesota. En el año 2010 tenía una población de 466 habitantes y una densidad poblacional de 2,49 personas por km².

## Geografía
El municipio de Goodland se encuentra ubicado en las coordenadas 47°12′16″N 93°8′12″O / 47.20444, -93.13667. Según la Oficina del Censo de los Estados Unidos, el municipio tiene una superficie total de 187.33 km², de la cual 179,57 km² corresponden a tierra firme y (4,15 %) 7,77 km² es agua.

## Demografía
Según el censo de 2010, había 466 personas residiendo en el municipio de Goodland. La densidad de población era de 2,49 hab./km². De los 466 habitantes, el municipio de Goodland estaba compuesto por el 98,5 % blancos, el 0,43 % eran amerindios y el 1,07 % eran de una mezcla de razas. Del total de la población el 0,86 % eran hispanos o latinos de cualquier raza.